# Spix' orpheusmierkruiper
De Spix' orpheusmierkruiper (Hypocnemis striata; synoniem: Hypocnemis cantator striata) is een zangvogel uit de familie Thamnophilidae (miervogels). De Nederlandse naam verwijst naar de Duitse bioloog Johann Baptist von Spix die deze vogel in 1825 geldig heeft beschreven.

## Kenmerken
De Spix' orpheusmierkruiper heeft een zwarte kop met witte strepen, donkere ogen, zwarte bovensnavel, witte keel en borst, oranjekleurige flanken, zwarte rug met witte strepen en bruine vleugels en staart. De soort vertoont seksuele dimorfie: vrouwtjes zijn meer egaal bruin. De lichaamslengte bedraagt 11 tot 12 centimeter.

## Verspreiding en leefgebied
De Spix' orpheusmierkruiper is endemisch in Brazilië. Het verspreidingsgebied van deze vogel strekt zich uit van het noorden van Pará tot het noorden van Rondônia en het oosten van Mato Grosso. De natuurlijke habitats zijn subtropische of tropische vochtige laagland bossen in het zuidoostelijke deel van het Braziliaanse Amazonewoud. Er zijn drie ondersoorten:
- H. s. implicata: het westelijk-centrale deel van amazonisch Brazilië.
- H. s. striata: centraal amazonisch Brazilië.
- H. s. affinis: het oostelijk-centrale deel van amazonisch Brazilië.

## Status
De grootte van de populatie is in 2020 geschat op 100.000-500.000 volwassen vogels. Op de Rode lijst van de IUCN heeft deze soort de status niet bedreigd.